# Müritz
Jezero Müritz  nalazi se u njemačkoj pokrajini Mecklenburg-Zapadno Pomorje na području koje je prekriveno jezerima (njem.: Mecklenburgische Seenplatte, Mecklenburška jezerska nizina). Nakon  Bodenskog jezera, gdje Njemačka površinu dijeli s Austrijom i Švicarskom, je Müritz drugo najveće jezero Njemačke. Ali je Müritz najveće jezero Njemačke, čija površina u potpunost se nalazi u Njemačkoj.
Ime Müritz vodi podrijetlo od slavenske riječi morcze = „malo more“).
Površina jezera je nastala u zadnjoj ledenoj doba i obučava 117 km², maksimalna dubina je 31 m, ali prosječna dubina ima samo 6 m. Istočna strana jezera je plitka i na velikoj površini ne prelazi 1 m dubine. Kroz jezero prolazi rijeka Elde.
Pokraj raznih zaštitnih prirodnih područja oko jezera je osnovan 1990. godine nacionalni park Müritz na istočnoj obali jezera. Površina nacionalnog parka je 318 km² i sadržava jedinstvenu Floru i Faunu.
Zbog posebnog oblika jezero ima samo obalu na zapadu i istoku. 
Najveći grad na jezeru Müritz je Waren (Müritz); daljnja naselja su Rechlin, Vipperow, Ludorf, Röbel/Müritz, Gotthun, Sietow i Klink.

## Vanjske poveznice
- Nacionalni park Müritz  Arhivirana inačica izvorne stranice od 17. veljače 2010. (Wayback Machine)